# Cylapocoris
Cylapocoris is een geslacht van wantsen uit de familie van de Miridae (Blindwantsen). Het geslacht werd voor het eerst wetenschappelijk beschreven door Carvalho in 1954.

## Soorten
Het genus bevat de volgende soorten:

- Cylapocoris barensis Carvalho, 1954
- Cylapocoris brailovskyi Wolski, 2017
- Cylapocoris castaneus (Carvalho) Carvalho
- Cylapocoris costaricaensis Wolski
- Cylapocoris cucullatus Wolski
- Cylapocoris fulvus Wolski, 2013
- Cylapocoris funebris (Distant, 1883)
- Cylapocoris laevigatus Wolski
- Cylapocoris marmoreus Wolski
- Cylapocoris pilosus Carvalho, 1954
- Cylapocoris plectipennis Wolski
- Cylapocoris salvadorensis Carvalho, 1989
- Cylapocoris simplex Wolski, 2013
- Cylapocoris sulinus Carvalho & Gomes, 1971
- Cylapocoris tiquiensis Carvalho, 1954
- Cylapocoris vittatus Wolski, 2017